# Harsig waterkelkje
Het harsig waterkelkje (Hyaloscypha aureliella) is een schimmel behorend tot de Hyaloscyphaceae. Hij leeft saprotroof op iets verteerde, ontschorste takken en stammen van naaldbomen.

## Kenmerken

### Uiterlijke kenmerken
Van het apotheciumtype zonder steel, met een diameter van 0,4-1,5 mm. Het hymenium wit tot lichtgeelbruin. Buitenkant bedekt met haarachtige structuren variërend van smalkegelvormig tot halfflesvormig met stompe toppen, dunwandig, met talrijke bruine harsachtige afzettingen over een groot deel van hun lengte, (25)50-60 × (2,5)4-5 µm[3].

### Microscopische kenmerken
Conidiëndragers op MMN2 met een lengte van 9-18 μm, een breedte van 2,5-4(-5) μm, monilifoïde (parelvormige) structuur, bestaande uit langwerpige tot halfronde cellen, recht of vertakt, glazig, dunwandig, glad, afkomstig van vegetatieve hyfen, vaak gereduceerd tot afzonderlijke conidiënvormende cellen. Conidiënvormende cellen met een lengte van 4,5-6,5(-7,5) μm, een breedte van 3-4,5 μm, eind- en zijdelings geïntegreerd met de conidiëndrager of afzonderlijk, afkomstig van vegetatieve hyfen, mono- of polyblastisch, halfrond, ellipsoïdaal of ellipsoïdaal-kegelvormig, glazig, dunwandig. Conidia van het fragmokonidium-type, 12-14,5(-16,5) × 5-5,5 μm met 1-3 septen, de meeste conidia bestaan uit een bolvormige tot ruitvormige 1-cellige basis van 5,5-6,5 × 4,5-5,5(-6) μm en twee armen, 9-12(-13) × 4,5-5,5 μm, ongelijke tot duidelijk ongelijke armen, divergent of niet-divergent, samengesteld uit 2-3 cellen, versmald bij de septa, bruin, glad, met afgeronde toppen, de basis afgerond tot afgeknot.

## Verspreiding
Hyaloscypha aureliella komt voor op sommige eilanden en op alle continenten behalve Antarctica. 
In Nederland komt het harsig waterkelkje matig algemeen voor. Het staat niet op de rode lijst en is niet bedreigd.